# Haplosyllis depressa
Haplosyllis depressa är en ringmaskart som beskrevs av Augener 1913. Haplosyllis depressa ingår i släktet Haplosyllis och familjen Syllidae. Utöver nominatformen finns också underarten H. d. dollfusi.